# Gesté
Gesté era una comuna francesa situada en el departamento de Maine y Loira, de la región de Países del Loira, que el 15 de diciembre de 2015 pasó a ser una comuna delegada de la comuna nueva de Beaupréau-en-Mauges al fusionarse con las comunas de Andrezé, Beaupréau, Jallais, La Chapelle-du-Genêt, La Jubaudière, La Poitevinière, Le Pin-en-Mauges, Saint-Philbert-en-Mauges y Villedieu-la-Blouère.

## Demografía
| Gráfica de evolución demográfica de Gesté entre 1800 y 2013 |
|                                                             |

Los datos demográficos contemplados en este gráfico de la comuna de Gesté se han cogido de 1800 a 1999 de la página francesa EHESS/Cassini, y los demás datos de la página del INSEE.